# NGC 394
NGC 394 (również PGC 4049) – galaktyka soczewkowata (S0), znajdująca się w gwiazdozbiorze Ryb. Odkrył ją R.J. Mitchell – asystent Williama Parsonsa 26 października 1854 roku. Prawdopodobnie jest związana grawitacyjnie z sąsiednią NGC 392.